# Гребовицькі пісні
Гребовицькі пісні  — це пісні спів яких супроводжував процес згрібання сіна, такі пісні  виконувалися вже після завершення жнив. Ці пісні належать до календарної обрядовості. Хоча жанр гребовицьких пісень менш чисельний за більшість інших жанрів пісень календарної обрядовості, але деякі мотиви цього виду пісень наявні в інших жанрах народної землеробської творчості. Так, наприклад, досить поширене стилістичне величання робітників-гребців, оспівування їх важкої праці.
У гребовицьких піснях аналогічно як і у жниварських і косарських піснях, наявні мотиви замовлянь на сонце (для того, щоб воно занадто не пекло), до вітру (для того, щоб не розкидав сіно і освіжав працівників під час важкої праці), до вечора (для того, щоб швидше прийшов і настав відпочинок). Особливо гостро відповідні мотиви звучать в творах, де вони суміжні з темою панщини і найманої роботи тощо.
Існують такі відомі гребовицькі пісні "Ой чиї ж се гребці", "Наші гребці — як гребці", "А я сіно громадила, складала в копиці".